# Antic escorxador d'Alella
L'Antic escorxador d'Alella és una obra d'Alella (Maresme) inclosa a l'Inventari del Patrimoni Arquitectònic de Catalunya.

## Descripció
Edifici civil, està format per tres cossos amb cadascú d'ells cobert per una teulada a dues aigües. De dins, destaca més el central, ja que és més elevat que els altres dos per tal de situar-hi finestres per il·luminar i ventilar l'interior.
Cal destacar com a material de construcció l'ús del maó vist i la pedra vista.
El voladís està suportat per biguetes en fusta.

## Història
Aquest tipus d'arquitectura que conjuga l'ús del maó i la pedra, és freqüent a començaments del segle xx, especialment per a naus industrials.
L'any 1985 l'escorxador no s'emprava, a l'espera de que es decidís la seva reutilització com a local municipal d'activitats culturals, especialment tallers manuals.